# Catharina de Grebber
Catharina de Grebber född i Leiden 1495/96, död efter 1515, var ett offer för kidnappning och våldtäkt i Nederländerna. Fallet var ett av de mest uppmärksammade rättsfallen i Nederländerna under sin tid. Det publicerades och blev ett populärt motiv inom litteraturen. Det var föremål för en sång, där Grebber framställs som en kanin förföljd av jägaren.   

## Biografi
Grebber var dotter till den förmögen skepparen Pieter Claesz Grebber i Leiden och Alyt van Tetrode. Den 21 september 1509 blev Grebber vid 13 års ålder kidnappad av adelsmannen Gerrit van Raaphorst och fyra medbrottslingar. Kidnapparens ålder är okänd. Kidnappningen skedde då hon var på väg med sin far till kyrkan i Wassenaar. Raaphorst förde henne till Sassenheim, där paret genast gifte sig. Hon ska under denna tid ha blivit våldtagen och inlåst. Efter fyra månader återvände hon till sina föräldrar, och Raaphorst försökte då få henne tillbaka. Föräldrarna väckte åtal mot Raaphorst för att ha tvingat henne till äktenskap. Raaphorst hävdade att Grebber hade gått med på både giftermålet frivilligt. Raaphorst dömdes 1 mars 1510 till förvisning och konfiskering av egendom. Rättegången drog dock ut på tiden. 1515 dömdes Raaphorst slutligen att göra bot för våldtäkten. Han fick då tåga genom staden med ett ljus i händerna och bekosta ett nytt fönster i kyrkan. Raaphorst avrättades 1524 för att ha förorsakat en annan mans död under ett slagsmål. Grebbers vidare liv är inte känt.  